# Sigfrido Bartolini
Sigfrido Bartolini (Pistoia, 21 gennaio 1932 – Firenze, 24 aprile 2007) è stato un pittore, scrittore e incisore italiano.
È stato inoltre collaboratore e critico di quotidiani.

## Biografia
Sigfrido Bartolini nasce a Pistoia il 21 gennaio 1932 da una modesta famiglia di operai, terzo di tre fratelli. Frequenta la Scuola d'Arte di Pistoia e si diploma da privatista all'Istituto d'arte di Firenze nel 1955. Dal 1947 al 1956 esigenze economiche costringono Sigfrido, ragazzo povero, a impiegarsi presso una ditta della sua città. Avendo a disposizione per il proprio lavoro soltanto le ore notturne, dipingerà pressoché esclusivamente con la tecnica del monotipo (per la quale, con particolari accorgimenti, è sufficiente la luce artificiale). Ne eseguirà circa 150 tra le quali il famoso nucleo del Trionfo della morte.
Queste opere dipinte negli anni 1947 – 1956: i monotipi i cui soggetti erano ispirati dalla visione di un mondo popolare; una scelta da parte di Sigfrido Bartolini di un'arte pop italiana in un momento in cui tutti gli artisti si lasciavano influenzare da quella pop americana. Famoso il nucleo di monotipi dal titolo Il Trionfo della morte, ispirato dalle letture di Poe.
Esegue i bozzetti delle scenografie per Zio Vanja di Čechov, rappresentato al Teatro Manzoni di Pistoia.
Nel 1949 conosce Ardengo Soffici, con il quale instaurerà un rapporto di amicizia e di stima destinato a durare fino alla sua morte.
Soffici gli farà conoscere Carlo Carrà, Enrico Sacchetti, Achille Funi, Francesco Messina, Bruno Cicognani, Roberto Ridolfi e molti altri, con i quali instaurerà duraturi rapporti di amicizia e di lavoro: tutto quel gruppo detto del “Quarto Platano” che frequentavano il caffè Roma di Forte dei Marmi, in Versilia.
Nel 1956 parte per il servizio militare, sarà prima a Palermo (tre mesi di cui lascerà un'interessante testimonianza-racconto nella parte del Diario Inedito che è contrassegnato con il titolo "Diario Siciliano") e poi a Roma.
Nel 1958 inizia l'insegnamento alla scuola statale d'Arte di Pistoia. Nel 1959 sposa Pina Licatese che aveva conosciuto durante il periodo militare a Roma. Nel 1960 nasce la figlia Simonetta e nel 1967 il figlio Alessio.
Nel 1959 partecipa all'VIII Quadriennale di Roma, alla I Biennale Nazionale dell'Incisione; nel 1960 presenta una serie di xilografie alla Fiera Mondiale di New York.
Dal 1960 inizia a trascorrere a Vittoria Apuana - Forte dei Marmi, prima uno, poi due mesi estivi. Il paesaggio versiliese, le famose Case monumentali, le Marine incantate, i Pioppi dell'entroterra, le Apuane, diverranno i soggetti dei suoi dipinti.

Gli anni sessanta, infatti, sono caratterizzati dalla pittura di un paesaggio in cui l'architettura e i volumi delle case si fanno protagoniste con l'assoluta assenza di figure umane e con l'adozione di una particolare austerità cromatica.
Non fa meraviglia che un casolare assuma le proporzioni, le misure di un tempio come Sigfrido ci dimostra (...) e acquista significati diversi più propri a seconda di quel segreto potere che, in definitiva, è lo stile raggiunto dall'autore. Aniceto Del Massa
Nel 1962, in occasione delI' ”Incontro Romano della Cultura”, promosso dal Centro di Vita Italiana ,gli viene allestita una mostra nella sede del convegno che si svolge al Teatro dei Servi, Roma. Conoscerà, tra gli altri, Giano Accame, Salvador De Madariaga, Diego Fabbri, Gabriel Marcel, Henry Furst, Vintilă Horia, Orsola Nemi, Barna Occhini, Fausto Gianfranceschi, Paul Serant, Ricardo Paseyro, Boris de Ranchewiltz, Gioacchino Forzano, Marco Ramperti, Carlo Delcroix, Filippo Anfuso, con i quali intreccerà interessanti e proficui rapporti di amicizia e di lavoro, nutriti da legami di reciproca stima e da progetti comuni.
Nel 1964 muore, a Forte dei Marmi, l'amico e maestro Ardengo Soffici assieme al quale, fino agli ultimi giorni, ha fatto lunghe passeggiate per quelle «felici campagne».
Nel 1965 conosce Giovanni Volpe, figlio dello storico Gioacchino, ne nasce un rapporto di stima e amicizia. Per le edizioni Volpe pubblicherà le Lettere di San Bernardino a un quotidiano e curerà L'uomo del Poggio ne illustrerà vari altri e collaborerà con scritti e disegni alle riviste «La Torre » e «Intervento». 
Con Barna Occhini, fonda nel 1966 a Firenze il quindicinale Totalità (edito per due anni fino al 1968), che illustra con xilografie originali e vi collabora con scritti d'arte e di costume. Collaborano tra l'altro alla rivista: Gioacchino Contri, Julius Evola, Emilio Gentile, Vintilă Horia, Roberto Melchionda, M. Graziano Parri, Pietro Gerbore, Giovanni Volpe.

Nel 1969 inizia la collaborazione al settimanale Il Borghese, Roma, con una clamorosa inchiesta-denuncia sulle truffe perpetrate nel campo della grafica.
Caro Bartolini, mi pare abbia fatto molto bene a denunciar quei fatti della vita artistica-commerciale italiana. È stata un'inchiesta modello per un giornalista. Bisogna riconoscere che la smania di guadagno ha fatto marcire tutte le classi italiane, anche quelle che si aspettava meno, anche gli artisti. Giuseppe Prezzolini
Gli anni 1970-1980, nel suo lavoro pittorico, sono caratterizzati dalle famose "Case" bartoliniane ricondotte a nudi volumi, privati di ogni sovrastruttura ornamentale, private addirittura delle aperture di porte e finestre, una scelta di ascesi formale, di liberazione del superfluo dell'immagine.

Ma sono anche gli anni che lo vedono impegnato alla stesura di fondamentali cataloghi sulla grafica di autori quali Soffici, Mario Sironi, Ottone Rosai, Achille Lega, Italo Cremona, Giovanni Boldini, Arturo Stanghellini, Giulio Innocenti, usciti da Dino Prandi, mercante di stampe di Reggio Emilia.
⟨...⟩L'acume, l'esperienza e anche il buon senso costituiscono delle doti sempre presenti nell'opera di Sigfrido Bartolini, nel suo approccio, così, anche da critico, e da artista qual è, all'opera di altri artisti, quindi con conoscenza anche dei fatti, delle abitudini di altri artisti. Maurizio Calvesi
Sono anche gli anni che, oltre al lavoro pittorico e incisorio, lo vedono impegnato in realizzazioni di volumi illustrati con xilografie o acqueforti, in mostre, in convegni culturali in Italia e all'estero con scrittori quali Augusto del Noce, James Gregor, Vladimir Maksimov, Marco Tangheroni, Vintilă Horia, Carlo Belli, Giuseppe Sermonti, Marcel De Corte, Giuseppe Berto. 
Nel 1983 esce la monumentale Edizione Nazionale del Pinocchio di Collodi, che ha illustrato con oltre 300 xilografie in nero e a colori, frutto di ben 12 anni di lavoro; introduzione di Luigi Volpicelli, edizione del centenario edita dalla Fondazione nazionale Carlo Collodi. Nel 1992 il libro viene esposto al MOMA di New York nella mostra Libri d'artista italiani del Novecento.
Un lavoro durato 12 anni, al termine dei quali Bartolini ha dato alle stampe uno dei prodotti più significativi della sua opera grafica, non solo per le ideazioni compositive della narrazione figurata ma anche, e soprattutto, per la straordinaria dovizia con cui è stato inciso ogni singolo tassello.
Un'ulteriore testimonianza dell'impegno con cui l'artista si è dedicato nel corso di tutta la sua carriera, alla pratica dell'arte incisoria, giungendo a conoscere, di ciascuna tecnica, le potenzialità più interessanti e i valori espressivi di maggiore raffinatezza.
Gli anni ottanta lo vedono spesso in giro per l'Europa: Francia (Lione, Charleville, Nantes, Strasburgo); Germania (Stoccarda, Wolfsburg, Francoforte sul Meno, Monaco); Grecia (Salonicco), a motivo della mostra sul suo Pinocchio, allestita dalla Fondazione Collodi anche per documentare l'immane lavoro dell'artista.
Illustrò decine di volumi tra i quali opere di Bernardo di Clairvaux, Vieira, Savinio, Petrocchi, e, in occasione del Giubileo 2000, il Vangelo.
Le sue opere grafiche sono esposte al Gabinetto Disegni e Stampe degli Uffizi, al Gabinetto Disegni e Stampe della Biblioteca Vaticana, alla Biblioteca Nazionale di Parigi, al Museo Albertina di Vienna.
Dagli anni novanta, anche i soggetti della sua pittura, le "Case" Bartoliniane, nelle loro stereometriche volumetrie, cessano di essere altere e serrate come fortilizi, l'aura di dramma romantico si scioglie in atmosfere metafisiche, quasi mitiche dove hanno semmai corso l'attesa e la sospensione.
Esiti raggiunti travalicando quella stagione segnata da un interno travaglio intorno al ruolo e al destino di uomo e di artista in una società in crisi marcata da ricorrenti tentazioni nichiliste.
Nel 1992, dopo gli anni precedenti in cui aveva collaborato al settimanale rotocalco Il Borghese, Il Settimanale, il Roma, riprende a scrivere d'arte per L'Indipendente, Il Giornale e Libero, nel periodo della direzione di Vittorio Feltri che lo lascia libero di fare una critica fuori dagli schemi.
Nel 2002 un gruppo di questi articoli saranno raccolti nel volume: La Grande Impostura - Fasti e misfatti dell'arte moderna e contemporanea, edito da Polistampa, che avrà ben due ristampe.
Del 2000 è la grande mostra antologica: Sigfrido Bartolini – Testimone del suo tempo, Palazzo della Triennale, Milano, voluta dalla Regione Lombardia e dall'Associazione "Radici nel futuro" (catalogo edito da Mazzotta).
Nel 2005-2006 esegue la sua ultima opera: le “14 Vetrate in tessere vetrarie legate a piombo” per la chiesa dell'Immacolata Concezione di Pistoia e che illustrano le 7 opere di Misericordia e i 7 Sacramenti (mt. 3,70 X 0,70).
Muore a Firenze il 24 aprile 2007.
Dopo la sua morte, nel 2011, viene inaugurata la “Casa Museo di Sigfrido Bartolini” a Pistoia, entrata a far parte dell'Associazione Nazionale “Case della Memoria”. Nel gennaio 2012 nasce l'Associazione Centro Studi Sigfrido Bartolini.
Curioso e instancabile sperimentatore, Sigfrido Bartolini si è cimentato, sin dai primi anni di attività, nelle più diverse tecniche calcografiche nel laboratorio dello stampatore Giorgio Upiglio: (xilografia, acquaforte, acquatinta, puntasecca, litografia, monotipo) realizzando più di 1.300 incisioni.
Ma un'analisi dell'opera incisa di Sigfrido Bartolini non può prescindere da un commento sulla sua vasta produzione pittorica.
Nella pittura, sulla scia delle indagini sulle forme e sulla luce, ha ristretto il campo intorno alla rappresentazione dei casolari e delle marine della Versilia, trasfigurati dalla logica formale di una poetica personalissima.
La progressiva stilizzazione dei soggetti tende a sottolineare con sinteticità le forme e a cogliere l'essenza dello spazio.
Case, muri di cinta, ombrelloni, capanni, palloni da spiaggia, divengono gli unici protagonisti di immagini, articolate in composizioni che risultano immerse in un'atmosfera magica ed enigmatica.
Gli spunti naturalistici, suggeriti dall'osservazione del dato reale, vengono elaborati pertanto in sintesi formali che, da una poetica per certi versi metafisica, giungono all'astratto.

### Attività letteraria
Sigfrido Bartolini
Scrittura pubblica, scrittura privata. Un profilo letterario
Benché sia ricordato, in ambito letterario, principalmente per l’intensa attività di giornalista e critico d’arte, Sigfrido Bartolini fu uno scrittore estremamente prolifico: coltivò la scrittura fin da giovanissimo e si esercitò in generi e forme differenti. Questa costante sperimentazione letteraria, portata avanti per oltre cinquant’anni sia in ambito pubblico (poesie, racconti brevi, articoli giornalistici) che privato (corrispondenza e scrittura artistica) gli permise gradualmente di raffinare il proprio stile, nonché di elaborare una prospettiva critica originale ed anticonvenzionale sul mondo artistico e, più in generale, sulla realtà contemporanea. Bartolini, costantemente teso alla ricerca di nuovi sbocchi per il suo prorompente desiderio espressivo, andò sviluppando la consapevolezza delle diverse possibili funzioni della scrittura: strumento di indagine psicologica ed esistenziale, di elaborazione concettuale, di espressione emotiva; ma anche di critica culturale e satira sociale. 
Sigfrido Bartolini si fece osservatore attento e giudice dei cambiamenti sociali e culturali, sempre più pervasivi, che sconvolsero la civiltà italiana nel corso del Novecento: quella che Pasolini definì, con una fortunata espressione, la mutazione antropologica. Dal suo osservatorio appartato mise in campo le armi dell’ironia ed una toscanissima, graffiante indole polemica per prendere di mira le contraddizioni e le degenerazioni sempre più evidenti della politica e del costume. E divenne, sempre più consapevolmente, ma anche disperatamente, un esempio vivente di quell’integrità etica che caratterizza per lui l’uomo vero ed il vero artista, e che sembra non trovare più spazio in un mondo nuovo, dominato dagli artifici e dall’apparenza.
Lo scrittore Sigfrido Bartolini ha sempre accompagnato l'artista e viceversa: nelle poesie, nei racconti immaginari, negli articoli per i giornali, negli studi monografici e negli scritti diaristici.
Il primo periodo, quello delle composizioni poetiche, iniziato nei primi anni cinquanta, si conclude definitivamente nel 1958.
Si tratta di versi nati come liriche osservazioni della natura e abbandoni di giovanili sogni amorosi.
Segue la breve ma intensa stagione dei racconti immaginari che va dal 1964 al 1969, dapprima pubblicati su riviste e in seguito raccolti in due volumi.
Dal 1966 inizia il periodo d'intensa collaborazione a giornali e riviste, (dal Borghese a L'Indipendente, al Giornale, Il Tempo, Libero ecc.) con articoli di critica d'arte e di costume, inchieste e conferenze.
Dice Vittorio Feltri nell'introduzione al volume di Sigfrido Bartolini La Grande Impostura:
Contemporaneamente approfondisce lo studio dell'opera grafica di autori quali Soffici, Sironi, Rosai, Boldini ecc. con la pubblicazione di fondamentali monografie.
La sua è sempre stata una scrittura controcorrente, ironica, sottile e polemica, come dimostra il libro La Grande Impostura - Fasti e misfatti dell'arte moderna e contemporanea, che ha avuto varie edizioni.
Dice Vittorio Sgarbi: “Bartolini è il bambino che vede il re nudo e ha il coraggio di scrivere quello che nessun altro scriverebbe”.
Aveva 22 anni quando gli venne in mente di tenere un diario nel quale appuntare quanto gli passasse per la mente, senza regole o periodicità. Un diario che si dipana dal 1954 fino alla morte, ancora inedito e che conta 2000 pagine, dal titolo Disperata felicità, in cui racconta incontri e personaggi del Suo Novecento.

## Archivio
L'archivio di Sigfrido Bartolini è conservata in quella che fu per molti anni la sua abitazione a Pistoia, divenuta poi casa museo e attualmente sede dell'Associazione Centro Studi Sigfrido Bartolini. Dell'archivio fanno parte anche i fondi dello scrittore Barna Occhini e del pittore Giulio Innocenti, pervenuti per donazione. Nell'ottobre del 2012 l'archivio di Sigfrido Bartolini, compresi i fondi Occhini e Innocenti, viene notificato dalla Soprintendenza Archivistica per la Toscana con il provvedimento di dichiarazione di interesse storico particolarmente importante.
Nello stesso anno la biblioteca di Sigfrido Bartolini, che ha sede nella “Casa Museo”, entra nella REDOP, Rete documentaria della provincia di Pistoia.

## Opere
- 1963, Sigfrido Bartolini, Canti silvestri (poesie), Roma.
- 1967, Sigfrido Bartolini, Chiesa di Cristo & altri generi (racconti), illustrato con xilografie dell'autore, Ed. Parri, Firenze.
- 1969, Sigfrido Bartolini, Lettere di San Bernardino a un quotidiano, Ed. Volpe, Roma
- 1971, Orsola Nemi, L'Astrologo distratto, con xilografie originali di Sigfrido Bartolini, Ed. Volpe, Roma.
- 1972, Sigfrido Bartolini, Ardengo Soffici – L'opera incisa, introduzione di Giuseppe Prezzolini, Ed. Prandi, Reggio Emilia.
- 1976, Sigfrido Bartolini, Mario Sironi - L'opera incisa, introduzione di Alfonso Gatto, Ed. Prandi, Reggio Emilia.
- 1976, Cartacanta, canti popolari toscani illustrati con acqueforti di Sigfrido Bartolini, Firenze.
- 1977, Bernardo di Clairvaux, Ai Cavalieri del Tempio in lode della nuova milizia, traduzione di Franco Cardini, illustrato con 50 xilografie originali di Sigfrido Bartolini, Ed. Volpe, Roma.
- 1978, Sigfrido Bartolini, Le xilografie di Giulio da Pistoia nella cornice della città, introduzione di Giovanni Michelucci, Ed. Cassa di Risparmio di Pistoia e Pescia, Firenze.
- 1979, L'Uomo del Poggio – Ardengo Soffici, a cura di Sigfrido Bartolini, con scritti di Giano Accame, Sigfrido Bartolini, Piero Buscaroli, Fausto Gianfranceschi, Vintila Horia, Francesco Messina, Enrico Nistri, Barna Occhini, Mario Richter, Roberto Ridolfi, Stenio Solinas e Mario Tobino, Ed. Volpe, Roma.
- 1980, Sigfrido Bartolini, Achille Lega - L'opera incisa, introduzione di Primo Conti, Ed. Prandi, Reggio Emilia.
- 1981, Sigfrido Bartolini, Giovanni Boldini - Un macchiaiolo a Collegigliato, Ed. Il Torchio - Cassa di Risparmio di Pistoia e Pescia, Firenze-Pistoia.
- 1982, Carlo Magnani, Guida di Paese, illustrato con disegni di Sigfrido Bartolini, Ed. Mardesteig, Verona.
- 1983, Carlo Collodi,Le avventure di Pinocchio, introduzione di Luigi Volpicelli, illustrato con 309 xilografie originali di Sigfrido Bartolini, Edizione del Centenario (1883-1983), Fondazione Nazionale C. Collodi, Pescia
- 1985, Beatrice di Pian degli Ontani, 20 ottave d'amore, illustrato con acqueforti originali di Sigfrido Bartolini, Firenze.
- 1987, Carlo Collodi, Le avventure di Pinocchio, introduzione di Luigi Volpicelli, illustrato con 309 xilografie originali di Sigfrido Bartolini, seconda edizione, Edizione del Centenario (1883-1983), Fondazione Nazionale C.Collodi, Pescia
- 1987, Sigfrido Bartolini, Arturo Stanghellini - Gli scritti e i disegni, Ed. Il Torchio-Cassa di Risparmio di Pistoia e Pescia, Firenze-Pistoia.
- 1987, Sigfrido Bartolini, Achille Lega - Maestro del Novecento, Ed. Il Torchio, Firenze
- 1989, Sigfrido Bartolini, Ottone Rosai - L'opera incisa, introduzione di Pier carlo Santini, Ed. Prandi, Reggio Emilia.
- 1990, AA.VV., Cacciatori di stelle-Fatti dell'arma azzurra, illustrato con xilografie e litografie originali di Sigfrido Bartolini, Ed. Il Torchio, Firenze.
- 1991, Alberto Savinio, Collodi, illustrato con xilografie originali di Sigfrido Bartolini, Ed. Fondazione Nazionale C.Collodi, Pescia.
- 1994 Sigfrido Bartolini, Italo Cremona – L'opera incisa, introduzione di Guido Ceronetti, Ed. Prandi, Reggio Emilia.
- 1997, Policarpo Petrocchi, Il mio paese, seconda edizione ampliata con saggi critici e con illustrazioni di Sigfrido Bartolini, Ed. Il Torchio-Cassa di Risparmio di Pistoia e Pescia, Firenze-Pistoia.
- 1998, Sigfrido Bartolini, Introduzione alla stampa originale, Ed.Turelli, Pistoia.
- 1999, Dal legno di Geppetto ai legni di Sigfrido Bartolini, catalogo per le mostre itineranti del Pinocchio di S. B., con scritti di Luigi Baldacci e Sigfrido Bartolini, Ed. M. Pacini Fazzi, Lucca.
- 2000, Sigfrido Bartolini Testimone del suo tempo, Catalogo Mostra Antologica, Palazzo della Triennale,a cura della Regione Lombardia. Saggi critici di Carlo Fabrizio Carli, Chiara Gatti, Simonetta Bartolini, Maurizia Tazartes, Stenio Solinas, Romano Cattaneo, Ed. Mazzotta, Milano.
- 2000, Sigfrido Bartolini. Giubileo 2000 - Commento grafico al Vangelo in 100 acquerelli di Sigfrido Bartolini, introduzione Carlo F.Carli, Ed. M.Pacini Fazzi-Banca del Monte, Lucca.
- 2001, Sigfrido Bartolini, Catalogo dei Monotipi di Romeo Costetti, Reggio Emilia.
- 2002, Sigfrido Bartolini, La Grande Impostura - Fasti e Misfatti dell'arte moderna e contemporanea, presentazione di Vittorio Feltri, Ed. Polistampa, Firenze. (prima ristampa 2003; seconda ristampa 2006)
- 2003, Sigfrido Bartolini, Con Soffici – Resti di memoria, Ed. Vallecchi, Firenze.
- 2006, Anna Geri, A cuore aperto (poesie), illustrato con 19 acquerelli di Sigfrido Bartolini, Ed.Polistampa, Firenze.
- 2007, Carlo Collodi, Le avventure di Pinocchio, illustrato con 309 xilografie di Sigfrido Bartolini. Terza edizione (formato ridotto), Testi di Vincenzo Cappelletti, Enrico Gasbarra, Mauro Pagliai, Ed. Polistampa, Firenze.
- 2008, Sigfrido Bartolini 14 Vetrate Moderne di Sigfrido Bartolini, introduzione di Franco Cardini. A cura della Fondazione Cassa di Risparmio di Pistoia e Pescia, Ed. Polistampa, Firenze
- 2008, Sigfrido Bartolini e il suo mondo: Soffici, Sironi, Carrà... - Le favole e il paesaggio italiano a cura di Elena Pontiggia, saggi critici di Elena Pontiggia, Beatrice Buscaroli, Daniela Marcheschi, Ed. Mazzotta, Milano
- 2009, Sigfrido Bartolini - La Forma del Tempo, a cura di Beatrice Buscaroli, saggi critici di Beatrice Buscaroli, Siliano Simoncini, Ligi Salvagnini, Ed. Polistampa, Firenze.
- 2010, Sigfrido Bartolini-Monotipi 1948-2001 - Catalogo Generale', a cura di Elena Pontiggia, Ed. Polistampa, Firenze
- 2010, Sigfrido Bartolini-Nel segno e nel vetro, Catalogo, a cura di Giulia Ballerini, Ed. Polistampa, Firenze.
- 2010, AA.VV., Sigfrido Bartolini - Fra Luoghi e Tempo, La Parola e l'Immagine, Introduzione di Franco Cardini, saggi critici di Claudio Rosati, Marino Biondi, Giovanni Capecchi, Elena Testaferrata, Aurelio Pezzola, Siliano Simoncini, Simonetta Bartolini, Ed. Polistampa, Firenze.
- 2012, Folgore da San Gimignano e Cenne da la Chitarra Mesi Cortesi e Scortesi illustrazioni di Sigfrido Bartolini, saggio critico e note di Rosanna Bettarini, postfazione di Franco Cardini, Ed. Polistampa, Firenze.
- 2013, Sigfrido Bartolini - Catturare la vita (monotipi 1948-1954), a cura e scritti di Elena Pontiggia e Siliano Simoncini, Ed. Polistampa, Firenze
- 2014, Sigfrido Bartolini Un'idea pazza e stupenda (Gli anni del "Pinocchio" nel "Diario inedito"), a cura di Simonetta Bartolini, prefazione di Mario Richter, postfazione di Pierfrancesco Bernacchi. Promossa dalla Fondazione C. Collodi e dal Ministero dei Beni Culturali, Ed. Polistampa, Firenze.
- 2017, Sigfrido Bartolini - Opere su Carta, a cura di Elena Pontiggia, Villa Rospigliosi, (Spicchio di Larciano) Ed. Melampo, Milano